# Rockhajó
A Rockhajó (eredeti cím The Boat That Rocked) francia–német–brit  zenés  filmvígjáték, amit 2009-ben mutattak be. Rendezője Richard Curtis. A film főszereplői Tom Sturridge, Bill Nighy és Philip Seymour Hoffman.

## Cselekmény
|  | Alább a cselekmény részletei következnek! |

1966-ban, a brit popzene fénykorában a BBC mindössze két órányi rock 'n' rollt játszott hetente. Ám egy kalózrádió napi 24 órában nyomta a rockot és popot a tengerről a 203 m-es hullámhosszon, 25 millió ember, Britannia lakosságának több mint a fele hallgatta a kalózokat naponta.
A suliból frissen kicsapott Carlt (Tom Sturridge) az anyja (Emma Thompson) elküldi nagybátyjához, Quentinhez (Bill Nighy), hogy az kicsit az életre nevelje. Csakhogy Quentin a főnöke a Rádió Rocknak, az Északi-tengeren, a parttól csak néhány kilométerre, de már nemzetközi vizeken horgonyzó hajón működő kalózadónak, melyet rock DJ-k különc csapata népesít be. Vezetőjük a Báró (Philip Seymour Hoffman), a hullámhosszok nagydarab, rámenős, amerikai istene, aki a zene megszállott szerelmese. Hűséges segédei az ironikus, intelligens és kegyetlenül vicces Dave (Nick Frost); a szuper kedves Simon (Chris O’Dowd), aki az igaz szerelmet keresi; a rejtélyes, jóképű Éjfél Mark (Tom Wisdom), aki nem a szavak embere; Korai Bob (Ralph Brown), a hajnali DJ, akinek a népzene és a drog a hobbija; Sötét Kevin (Tom Brooke), az emberiség legkisebb intelligenciájával bíró tagja; Óránként John (Will Adamsdale), a hírolvasó és Angus „Félnóta” Nutsford (Rhys Darby), aki valószínűleg Britannia legidegesítőbb embere.
Az Északi-tengeren zajlik az élet. Gavin (Rhys Ifans) visszatér amerikai drogturnéjáról a Britannia legjobb DJ-ét megillető trónra, ám ezzel összeütközésbe kerül a Báróval. Carl rájön, hogy ki az igazi apja... Simon megtalálja álmai asszonyát, Eleanore-t (January Jones), és feleségül veszi a hajón... ám a frigy csak 17 órán keresztül tart, mert kiderül, hogy az ara valójában Gavint szereti.
Eközben a kalózrádiók felkeltették Sir Alistair Dormandy belügyminiszter (Kenneth Branagh) figyelmét, aki még új törvényt is elfogadtat azért, hogy betiltsa a Rockhajó és züllött legénységének működését.
Először pénzügyi oldalról próbálják ellehetetleníteni a hajó működését azzal, hogy hirdetőiknek megtiltják, hogy a hajó műsorában reklámozzanak. Ám ez a csel nem válik be, a reklámbevételek ezentúl külföldi bankokon keresztül érkeznek.
Később egy halászhajót baleset ér halászat közben, és bár az eset során senki sem hal meg, a baleset okát a kormány úgy magyarázza, hogy a kalózadó zavarta a halászhajó tájékozódását. A hajón való tartózkodás ettől kezdve illegális, sőt, még az adó hallgatójának lenni is büntethetővé válik. (rövid vágóképeken időről időre lehet látni, amint a műsort sokan és lelkesen hallgatják).
A kormány elszánt embere elhatározza, hogy fegyveres erőkkel lecsap a Rockhajóra, azonban az (hosszú idő óta először) felszedi a horgonyt, így a törvény őrei egy ártatlan halászhajót találnak a helyén.
A hajót azonban mégsem a törvény, hanem a természet ereje győzi le. A lehorgonyzott állóhajónak még alkalmas, de menetre már csak alig képes, öreg és rosszul karbantartott hajó gépháza haladás közben még aznap éjjel felrobban, a hajó léket kap és süllyedni kezd. A menekülés kilátástalan, mert kiderül, hogy a mentőcsónakok használhatatlanok, az Északi-tenger hideg vizében pedig nem sokáig lehet életben maradni. A DJ-k az utolsó másodpercig kitartva adják a műsort, és közben a hallgatóktól segítséget kérnek, ám azzal is biztatják magukat, hogy a kormány nem hagyja meghalni őket és hajókat küld a megmentésükre, azonban ez utóbbiban csalódniuk kell.
Az elszánt rajongók azonban most is hallgatták az adást és még időben megérkeznek, hogy megmentsék hőseiket. Van, ami véget ér, de a rock 'n' roll örök és elpusztíthatatlan.
A filmben a korszak zenéjéből sok részletet lehet hallani.
|  | Itt a vége a cselekmény részletezésének! |

## Szereplők
| Szereplő                 | Színész                | Magyar hang     |
| ------------------------ | ---------------------- | --------------- |
| Quentin                  | Bill Nighy             | Harsányi Gábor  |
| Sir Alistair Dormandy    | Kenneth Branagh        | Csankó Zoltán   |
| Gróf                     | Philip Seymour Hoffman | Földi Tamás     |
| Doctor Dave              | Nick Frost             | Kerekes József  |
| Carl                     | Tom Sturridge          | Markovics Tamás |
| Gavin Cavner             | Rhys Ifans             | Schnell Ádám    |
| Thick Kevin              | Tom Brooke             | Görög László    |
| Charlotte                | Emma Thompson          | Kovács Nóra     |
| Angus `The Nut` Nutsford | Rhys Darby             | Zámbori Soma    |
| `Simple` Simon Swafford  | Chris O`Dowd           | Fekete Zoltán   |
| `Midnight` Mark          | Tom Wisdom             | Pálmai Szabolcs |
| Bob `The Dawn Trader`    | Ralph Brown            | Csuha Lajos     |
| `On-The-Hour` John       | Will Adamsdale         | Seder Gábor     |
| Dominic Twatt            | Jack Davenport         | Széles Tamás    |
| Marianne                 | Talulah Riley          | Vadász Bea      |
| Margaret                 | Olivia Llewellyn       | Ruttkay Laura   |
| Elenore                  | January Jones          | Molnár Ilona    |
| Felicity                 | Katherine Parkinson    | Mezei Kitty     |
| Desiree                  | Gemma Arterton         | Sági Tímea      |
| Harold                   | Ike Hamilton           | Hamvas Dániel   |
| Mrs. Dormandy            | Francesca Longrigg     | Koffler Gizi    |
| miniszterelnök           | Stephen Moore          | Kajtár Róbert   |